# Slankberen
De slankberen of olingo's (Bassaricyon) zijn een geslacht van de roofdieren uit de familie kleine beren (Procyonidae). Slankberen zijn voornamelijk boombewonende vruchteneters, die worden aangetroffen in de bossen van Latijns-Amerika.

## Uiterlijke kenmerken
Slankberen zijn kleine, slanke leden van de familie kleine beren. De vacht is geelbruin. De staart is lang en dikbehaard en bevat vage tot duidelijke ringen.
Slankberen lijken op de rolstaartbeer (Potos flavus), eveneens een nachtactief, boombewonend en vruchtenetend lid van de familie der kleine beren, maar slankberen zijn twee keer zo licht en hebben geen grijpstaart. Bovendien is de kop grijzer, met een meer puntige snuit. Verwarring is ook mogelijk met de Midden-Amerikaanse katfret (Bassariscus sumichrasti), maar de katfret is grijzer van kleur met een vollere en duidelijker geringde staart.
De slankberen hebben een kop-romplengte van 32 tot 49 cm, een staartlengte van 33 tot 53 cm en een lichaamsgewicht van 0,75 tot 1,6 kg. De recent ontdekte Bassaricyon neblina is het kleinste lid van het geslacht en wordt om die reden door zijn ontdekker olinguito genoemd, wat Spaans is voor kleine slankbeer.

## Leefwijze
Slankberen leven in de bossen van Centraal-Amerika en het noorden en oosten van Zuid-Amerika, zowel in tropische laaglandwouden als in nevelwouden, tot op een hoogte van bijna 2000 m. Het zijn boombewonende nachtdieren. Zij voeden zich net als de rolstaartbeer voornamelijk met boomvruchten, bloemen en nectar. Insecten en andere kleine boombewonende dieren vormen ook onderdeel van hun dieet, maar het is niet bekend in welke mate. Onderzoek aan het gebit suggereert dat slankberen waarschijnlijk vaker dierlijk materiaal eten dan de rolstaartbeer. Van Bassaricyon alleni is bekend dat het in gevangenschap vaker dierlijk materiaal eet dan rolstaartberen.
Slankberen lijken voornamelijk solitair te leven, maar er is weinig bekend over hun sociale gedrag. Soms slaken zij een luide roep. Dit is waarschijnlijk bedoeld als territoriale roep om over een grotere afstand te communiceren met soortgenoten.

## Taxonomie
Slankberen behoren samen met onder andere de wasberen, neusberen en de rolstaartbeer tot de familie der kleine beren of wasbeerachtigen (Procyonidae). De slankberen worden vaak samen met de rolstaartbeer in een aparte onderfamilie geplaatst, Potosinae. Genetisch onderzoek geeft echter geen ondersteuning voor deze indeling: enkele wetenschappelijke studies geven aan dat de slankberen het nauwst verwant zijn aan de wasberen of de neusberen.
Het aantal soorten binnen het geslacht Bassaricyon wordt betwist. In oudere publicaties worden alle slankberen tot één soort gerekend, Bassaricyon gabbii. De taxonomie van de groep werd echter herzien door Helgen in een publicatie in 2013. Tegenwoordig is de meest gebruikelijke indeling om vier soorten tot het geslacht te rekenen: Bassaricyon alleni uit Zuid-Amerika ten oosten van de Andes, Bassaricyon medius van Zuid-Amerika ten westen van de Andes en in Oost-Panama, Bassaricyon gabbii uit Centraal-Amerika en Bassaricyon neblina, een in 2013 beschreven soort uit de Andes-nevelwouden van Colombia en Ecuador.
- Bassaricyon alleni Thomas, 1880 – Allens slankbeer
- Bassaricyon gabbii J.A. Allen, 1876 – Gabbi's slankbeer
- Bassaricyon medius Thomas, 1909
- Bassaricyon neblina Helgen, 2013